# 泰森大屋
泰森大屋（日语：タイソン 大屋，1972年4月10日—），日本男演員、配音員。出身於三重縣。舞台劇團☆新感線團員。身高180cm。B型血。

## 人物簡介
1995年加入舞台劇團「劇團☆新感線」開始從事舞台劇事業。現為日本藝術專門學校講師。
1998年，與遊戲編劇佐佐木智廣、同屬劇團的演員中谷Satomi共3人組成小型劇團組合「Afro13」。並在2003年起獨自參加30-DELUX （页面存档备份，存于）的舞台演出。
興趣：料理。特長：柔道。

## 主要演出作品
※粗體字表示說明飾演的主要角色。

### 電視劇
- 斬·旋風刃行 ～首獲陣～（1997年，關西電視台）－火龍筒的彪馬
- 時空警察Wecker D-02（日语：時空警察ヴェッカーD-02）（2002年，朝日電視台）－時空搜査官木下真
- 寺 全12話（2003年，KBS京都）－英尚
- 劍龍記（2003年，關西電視台）－知行
- 忍法帖（2008年，關西電視台）－賀一郎
- Fun！Fun!! Drive!!!（CTV）－主要指南
- 空の港で。 （页面存档备份，存于）（2008年，東京電視台）－泰造
- 今夜（2011年，TBS）－德川吉宗
- （2012年，Youtube線上直播短劇）－戴維斯足利
- 平清盛（2012年，NHK大河劇）－盗賊朧月
- 義者無敵（2012年，中國製作連續劇）－特務機關·松室
- 八重之櫻（2013年，NHK大河劇）－薩摩藩牢番
- 軍師官兵衛（2014年，NHK大河劇）－長谷川宗仁
- 潼關之戰（2014年，中國製作連續劇）－航空隊長官·矢村
- 二炮手傳奇（2014年－2015年，中國製作連續劇）－部隊長·北原
- 秀才遇到兵（2015年，中國製作連續劇）－射撃手·井上

### 舞台
- 『髑髏城的七人（日语：髑髏城の七人）』－餓毘羅
- 『髑髏城的七人 ～～』－大
- Afro13（日语：Afro13）『Death of a Samurai』（2010年，參加愛丁堡藝術祭展演的五顆星得獎作）－YOSAKU
- 30-DELUX（2011年，Sunshine劇場 等地公演）－
- 芝居『大屋！拝啓☆鶴瓶』（2011年－，不定期公演）
- 『舞台劇 功夫棒球』（2012年）－勝木強
- （2013年）－博士
- 『最遊記歌劇傳 -Burial-』（2015年）－剛内三藏

### 遊戲
1997年
- 幕末浪漫 月華劍士（神崎十三）

1998年
- 格鬥天王草薙京（千堂翔太）[注 1]
- 幕末浪漫第二幕·月華劍士 ～月下芳華、委地之花～（神崎十三）

2001年
- VR快打4 Final Tuned（日语：バーチャファイター4）（日守剛）

2005年
- 戰國BASARA（秀吉）

2008年
- 潛龍諜影4 愛國者之槍（オタコン）

2011年
- 麻吉妖怪島（我助）

2014年
- 魔兵驚天錄2（エンツォ）
- 魔物獵人4G（甘納 等）

## 腳註

### 來源
1. 1 2 3 4 5 6 7 8  . 泰森大屋的公式個人部落格.   [2017-01-03]. （原始内容存档于2018-01-01） （日语）.
2. ↑  . Afro13官方網站首頁.   [2017-01-03]. （原始内容存档于2017-05-25） （日语）.

## 外部連結
- 泰森大屋的官方個人網站 （日語）
- （日語）－泰森大屋的官方個人部落格。
- 泰森大屋的X（前Twitter） （日語）
- 株式会社我聞 （页面存档备份，存于）官方網站 （日語）
- 魔物獵人4G開頭動畫 （页面存档备份，存于） （日語）－卡普空在Youtube的線上官網。